# Gosaldo
Gosaldo (velenceiül Gozalt) település Olaszországban, Veneto régióban, Belluno megyében. Lakosainak száma 518 fő (2023. január 1.). Gosaldo Rivamonte Agordino, Sedico, Sospirolo, Taibon Agordino, Voltago Agordino, Cesiomaggiore, Sagron Mis és Primiero San Martino di Castrozza községekkel határos.

## Népesség
A település lakossága az elmúlt években az alábbi módon változott:
| Lakosok száma | 625  | 604  | 518  |
|               | 2017 | 2018 | 2023 |